# Bartonova–McCombieova deoxygenace
Bartonova–McCombieova deoxygenace je organická reakce, ve které jsou hydroxylové funkční skupiny ve sloučeninách nahrazovány atomy vodíku za tvorby alkylových skupin. Objevili ji britští chemici Derek Barton a Stuart W. McCombie.
Tato deoxygenace patří mezi radikálové substituce. Podobá se jí Bartonova dekarboxylace, při níž jsou reaktanty karboxylové kyseliny.

## Mechanismus
Mechanismus této reakce se skládá z katalytické radikálové iniciace a z propagace.
Nejprve se alkohol (1) přemění na reaktivní karbonothioylový meziprodukt, jako je například thionoestery nebo xantáty 2. Zahřívání azobisizobutyronitrilu (AIBN) vede k jeho homolytickému štěpení, čímž vzniknou dva 2-kyanoprop-2-ylové radikály 9, přičemž každý odštěpí jeden proton z  tributylstannanu 3 za vzniku tributylstannylových radikálů 4 a neaktivní sloučeniny 10. Tributylcínový radikál vyvolá oddělení xantátu od 2 atakem 4 na atomu síry a současně homolytické štěpení vazby π na síře. Tímto se vytvoří radikál s uhlíkatým centrem, jenž vytvoří vazbu π mezi uhlíkem a kyslíkem homolýzou σ vazby R-O, čímž se utvoří alkylový radikál 5 a tributylcínxantát 7. Vazba mezi atomy síry a cínu je zde velmi stabilní a představuje řídicí sílu reakce. Alkylový radikál 5 následně odštěpí atom vodíku z nové molekuly tributylstannanu a vytvoří konečný deoxygenovaný produkt (6) a nový radikál, který může vstoupit do propagace.

## Obměny

### Jiné zdroje vodíku
Hlavní nevýhodou Bartonovy–McCombieovy deoxygenace je použití tributylstannanu, který je toxický, nákladný a obtížně se odstraňuje z reakční směsi. Místo něj lze použít jako zdroj radikálů tributylcínoxid a poly(methylhydridsiloxan) (PMHS) jako zdroj vodíku.
Při použití fenylchlorthionoformiátu jako výchozího materiálu se vytváří karbonylsulfid.

### Trialkylborany
Ještě vhodnějšími donory vodíku jsou komplexy trialkylboranů s vodou., například trimethylboran s příměsí malého množství vody.
V uvedeném katalytickém cyklu je reakce iniciována oxidací trialkylboranu 3 vzdušným kyslíkem na methylový radikál 4. Tento radikál reaguje s xantátem 2 na S-methyl-S-methyl dithiokarbonát 7 a radikálový meziprodukt 5. (CH3)3B.H2O komplex 3 poskytne vodík, který se rekombinuje s tímto radikálem za vzniku alkanu 6, přičemž se také vytvoří kyselina diethylborinová a nový methylový radikál.
Pomocí teoretických výpočtů bylo zjištěno, že homolýza vazby O-H v komplexu boranu a vody je endotermická a energie je podobná jako u homolýzy tributylstannanu, ovšem mnohem nižší než u homolýzy čisté vody.

## Rozsah
Varianta této reakce byla použita jako jeden z kroků totální syntézy azadirachtinu.
V jiném případě byl reaktantem derivát imidazolu , konkrétně 1,1'-thiokarbonyldiimidazol (TCDI), použitý v rámci syntézy pallescensinu B. TCDI je obzvláště vhodný u primárních alkoholů, protože nedochází k rezonanční stabilizaci xantátu, jelikož se volný elektronový pár dusíku zapojuje do aromatického sextetu.
Tento druh reakce lze také použít u S-alkylxantátů. Pomocí triethylboranu jako nekovového reaktantu jsou potřebné vodíkové atomy odštěpovány z protických rozpouštědel, stěny reaktoru nebo (ve zcela bezvodém prostředí) ze samotného boranu.